# Strung Up
Strung Up är ett dubbelalbum av Sweet, utgivet 1975. Den första skivan innehåller liveinspelningar från en konsert på Rainbow Theatre i London den 12 december 1973. Den andra innehåller låtar från tidigare utgivna singlar och album.

## Låtlista

### Livealbum
Sida ett
1. "Hellraiser"
2. "Burning/Someone Else Will"
3. "Rock'n'Roll Disgrace"
4. "Need a Lot of Lovin'"

Sida två
1. "Done Me Wrong All Right"
2. "You're Not Wrong for Loving Me"
3. "The Man With the Golden Arm"

### Studioalbum
Sida ett
1. "Action"
2. "Fox on the Run"
3. "Set Me Free"
4. "Miss Demeanour"
5. "Ballroom Blitz"

Sida två
1. "Burn on the Flame"
2. "Solid Gold Brass"
3. "The Six Teens"
4. "I Wanna Be Committed"
5. "Blockbuster"